# سیارک ۸۱۱
سیارک ۸۱۱ (به انگلیسی: 811 Nauheima، نامگذاری:1915XR) هشتصد و یازدهمین سیارک کشف شده‌است که در ۸ سپتامبر ۱۹۱۵ و در هایدلبرگ کشف شد.
قدر مطلق سیارک برابر ۱۰٫۷۸ است.